# Spreizgaffelsegel

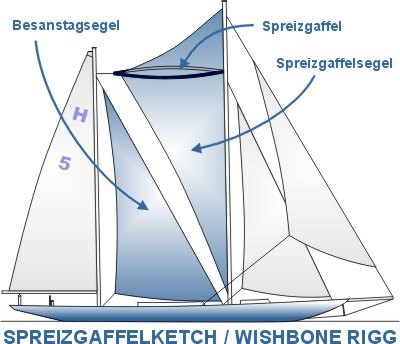
Spreizgaffelketsch

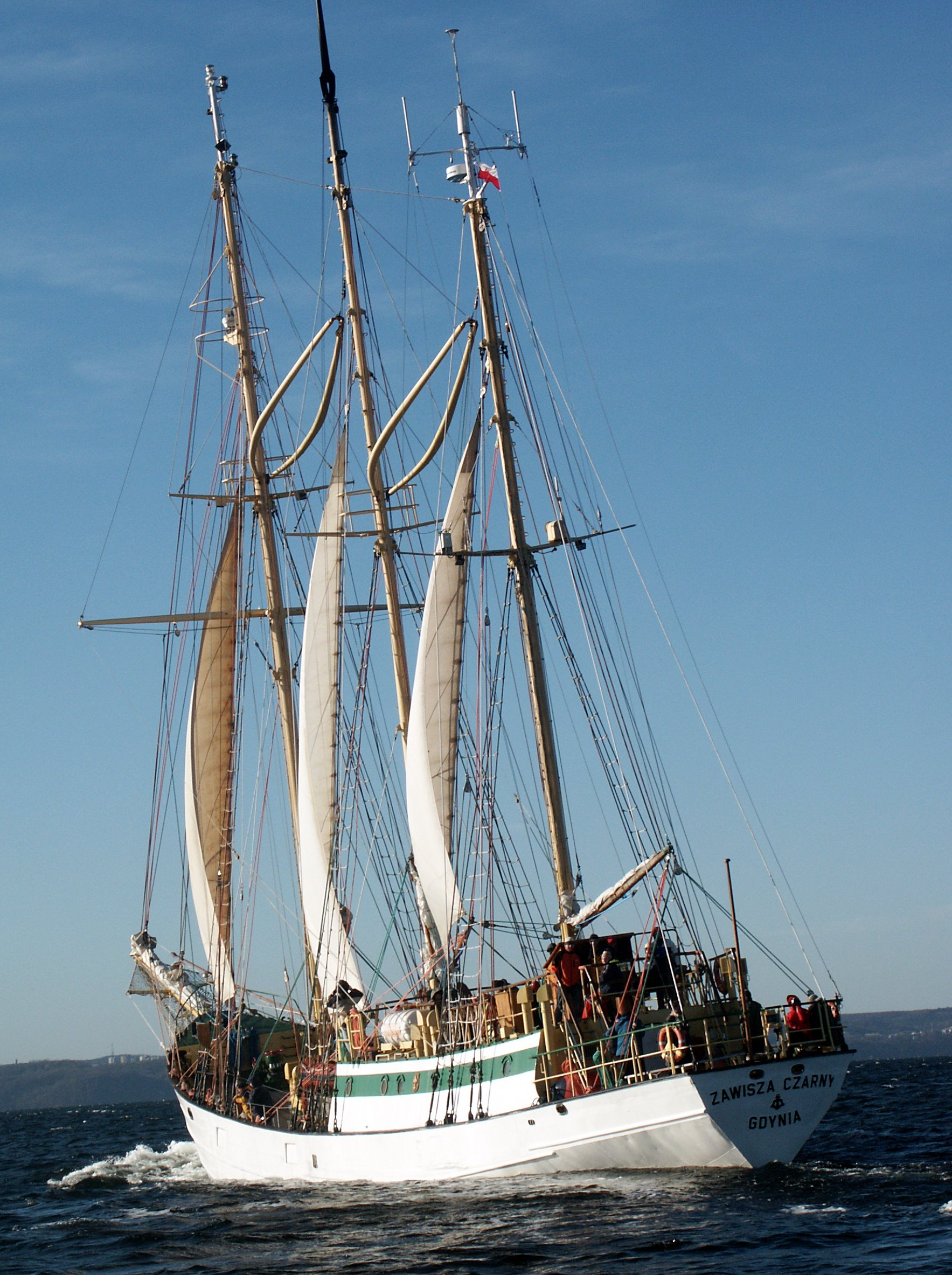
Spreizgaffelrigg des Schoners Zawisza Czarny II; gesetzt sind nur die Stagsegel, nicht die Spreizgaffelsegel

Das Spreizgaffelsegel ist ein spezielles Segel auf manchen, vor allem älteren, Segelschiffen. Es wird stets zwischen zwei Masten angeschlagen, und zwar mit dem Vorliek am vorderen, sowie über Spreizgaffel und Schot (unfachmännisch: das Tau, mit der die Stellung des Segels reguliert wird) am achterlichen der beiden Masten.
Ähnlich dem Gabelbaum eines Surfsegels ist die Spreizgaffel eine am Mast drehbar gelagerte, zweigeteilte Spiere; das Spreizgaffelsegel ist somit eine Form eines Sprietsegels.
Ein Spreizgaffelsegel wird in der Regel durch ein Stagsegel (z. B. ein Besanstagsegel) ergänzt, welches ebenfalls am achterlichen Mast angeschlagen wird und in etwa den dreieckigen Raum zwischen Spreizgaffelsegel und achterlichem Mast ausfüllt.
Die Spreizgaffel-Besegelung stellt eine sehr effektive Besegelungsart dar, da sie ein hohes Maß an Segelfläche, gemessen an Anzahl und Höhe der Masten, zulässt. Sie hat außerdem den Vorteil, dass bei aufkommendem Wind einzelne Segel gestrichen werden können, wohingegen ein Großsegel gerefft werden müsste.

## Schiffstypen mit Spreizgaffelsegel

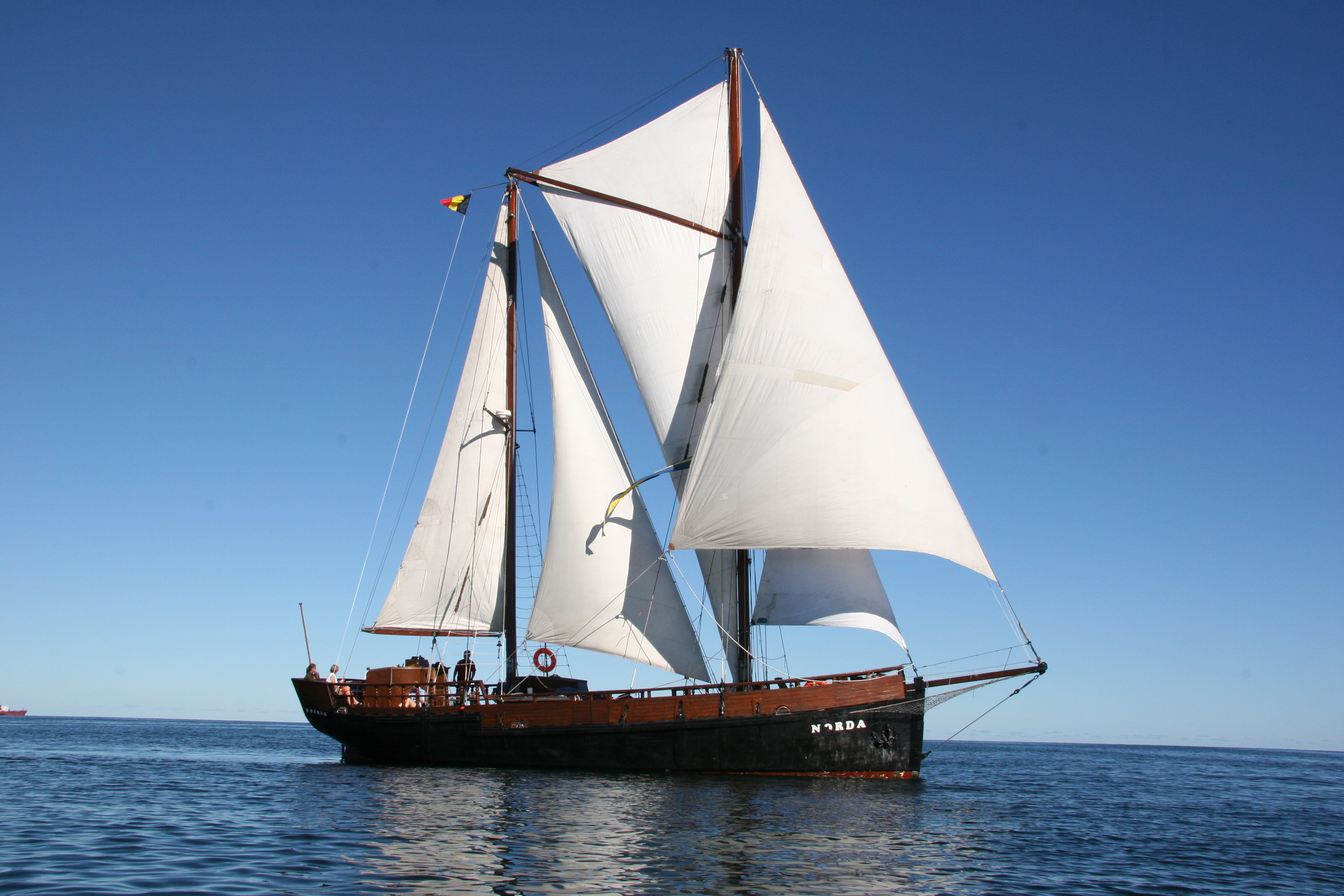
Die Ketsch Norda mit Spreizgaffel.

Je nach Anzahl und relativer Größe der Masten wird ein Schiff mit Spreizgaffelsegel(n) bezeichnet als:
- Spreizgaffelketsch, wenn es zwei Masten hat, von denen der vordere Mast höher als der hintere ist (siehe auch Ketsch). Dabei wird das auf anderen Schiffen am Großmast („vorderen Mast“) gefahrene Großsegel durch ein Spreizgaffelsegel und ein Besanstagsegel (Stagsegel am hinteren Mast) ersetzt. Diese Besegelungsart wird auch als Wishbone-Rigg bezeichnet.

- Spreizgaffelschoner, wenn es zwei oder mehr Masten hat, von denen der zweite Mast mindestens so hoch wie der vordere ist (siehe auch Schoner). Ein Spreizgaffelschoner führt an allen bis auf den achterlichsten („hintersten“) Mast Spreizgaffelsegel – also ein Spreizgaffelsegel bei einem Zweimaster oder zwei Spreizgaffelsegel bei einem Dreimaster. Ein Beispiel eines Spreizgaffelschoners ist der polnische Dreimaster Zawisza Czarny.